# Llista de Cancellers i presidents del Consell d'Aragó
Llista de Cancellers (els que portaren el títol de presidents del Consell porten la indicació de President davant el seu nom):
- Alfons de la Cavalleria 1494-1508
- Tomás de Malferit 1508
- Antoni Agustí de Sicart 1508-1523
- Frederic Honorat de Gualbes i Vallseca (pel principat de Catalunya) 1523-1529
- Jeronimo de Rage (pel Regne d'Aragó) 1523-1529
- Eiximèn Perez de Figuerola (pel Regne de València) 1523-1529
- Joan Sunyer 1529-1533
- Miquel Mai 1533-1546
- Jeroni Descoll de Oliva 1546-1554
- Pere de Clariana de Seva 1554-1562
- Bernardo de Bolea y Portugal 1562-1585
- Simó Friigola 1585-1598
- Dídac Civarrubias Sanç 1598-1607
- Diego Clavera 1608-1612
- Andreu Roig 1612-1622
- President Garci Peréz de Araciel 1623-1624
- President Juan Manuel de Mendoza Luna Manrique, marqués de Montesclaros 1628
- President Enrique Pimentel, bisbe de Conca 1628-1632
- President Francisco Fernández de la Cueva, duc d'Alburquerque 1632-1637
- President Gaspar de Borja y de Velasco 1637-1645
- Maties Bayetola Cabanilles 1646-1652
- Cristòfor Crespí de Valldaura Brizuela 1652-1671
- Melcior de Navarra Rocafull 1671-1677
- President Pasqual d'Aragó Folc de Cardona 1677
- President Pere Antoni d'Aragó Folc de Cardona i Córdoba 1677-1690
- Melcior de Navarra Rocafull 1690-1691 (segona vegada)
- President Gaspar Téllez Girón y Sandoval, duc d'Osuna 1692-1694
- President Ferran de Montcada-Aragó i de Montcada 1695-1698
- President Rodrigo Manuel Manrique de Lara y de Tabora 1698-1702
- President Iñigo de la Cruz Manrique de Lara y Ramiréz de Arellano, comte d'Aguilar i Frigiliana 1702-1707